# Tsui Chi Ho
Tsui Chi Ho (* 17. Februar 1990 in Hongkong) ist ein chinesischer Sprinter, der international für Hongkong startet.

## Sportliche Laufbahn
Erste Erfahrungen bei internationalen Wettbewerben sammelte Tsui Chi Ho bei den Jugendweltmeisterschaften 2007 in Ostrava, bei denen er über 100 und 200 Meter in der ersten Runde ausschied. Im Jahr darauf gewann er bei den Juniorenasienmeisterschaften in Jakarta in 10,56 s die Bronzemedaille im 100-Meter-Lauf wie auch mit der Hongkonger 4-mal-100-Meter-Staffel in 41,17 s. Anschließend nahm er an den Juniorenweltmeisterschaften in Bydgoszcz teil und schied dort mit 10,74 s im Halbfinale aus. 2009 qualifizierte er sich für die Weltmeisterschaften in Berlin, bei denen er mit 10,77 s im Vorlauf ausschied. Bei den Asienmeisterschaften in Guangzhou erreichte er das Halbfinale im Einzelbewerb und wurde mit der Staffel in 40,22 s Siebter. Daraufhin wurde er bei den Ostasienspielen in Hongkong Fünfter und wurde mit der Staffel im Finale disqualifiziert. Im Jahr darauf wurde er bei den Asienspielen ebendort Vierter mit der Staffel und belegte über 100 Meter in 12,26 s Rang acht.
Bei den Asienmeisterschaften 2011 in Kōbe gewann er mit der Staffel in 39,26 s die Silbermedaille hinter dem Team aus Japan und über 100 Meter schied er mit 10,66 s im Halbfinale aus. Anschließend nahm er über 100 Meter an den Weltmeisterschaften in Daegu teil und schied dort mit 10,65 s im Vorlauf aus. 2012 nahm er im 60-Meter-Lauf an den Hallenasienmeisterschaften in Hangzhou teil und schied dort mit 6,90 s im Halbfinale aus. Mit der Staffel qualifizierte er sich erstmals für die Olympischen Spiele in London, bei denen er mit 38,61 s in der Qualifikation ausschied. Bei den Asienmeisterschaften 2013 in Pune feierte er mit dem Staffelsieg in 38,94 s seinen bisher größten Erfolg. Über 100 Meter schied er mit 10,52 s im Halbfinale aus. Daraufhin schied er bei den Weltmeisterschaften in Moskau mit der Staffel im Vorlauf aus und gewann bei den Ostasienspielen in Tianjin die Silbermedaille. Im Einzelbewerb wurde er dort in 10,55 s Vierter.
2014 nahm er erneut an den Asienspielen im südkoreanischen Incheon teil, gewann dort mit der Staffel in 38,98 s die Bronzemedaille und erreichte im 100-Meter-Lauf erneut das Halbfinale. Im Jahr darauf gewann er mit der Hongkonger Stafette in 39,25 s die Silbermedaille hinter China bei den Asienmeisterschaften in Wuhan. Zwei Jahre später gewann er bei den Asienmeisterschaften in Bhubaneswar in 39,53 s die Bronzemedaille mit der Staffel und schied im Einzelbewerb ein weiteres Mal im Semifinale aus. 2018 erfolgte seine dritte Teilnahme an den Asienspielen in Jakarta, bei denen er mit der Hongkonger Stafette in 39,48 s Rang sieben belegte und über 100 Meter mit 10,76 s im Halbfinale ausschied. Im Jahr darauf schied er bei den Asienmeisterschaften in Doha mit 10,63 s in der ersten Runde aus und erreichte mit der Staffel in 39,91 s Rang fünf.

## Persönliche Bestleistungen
- 100 Meter: 10,28 s (+1,3 m/s), 16. Mai 2010 in Hongkong (Hongkonger Rekord)
  - 60 Meter (Halle): 6,90 s, 21. Januar 2012 in Newport News
- 200 Meter: 22,39 s, 9. Dezember 2006 in Hongkong